# Боровик золотистий
Боровик золотистий (лат. Aureoboletus projectellus) — гриб родини болетових  (Boletaceae). Поширений в Північній Америці, а з початку XXI століття і в Європі.
У Литві їх називають бальсявічюкасами (balsevičiukai). Назва походить від імені лісника Бальсявічюса, який першим в Литві знайшов цей гриб і спробував його на смак. Гриб виявився смачним і став відомий в країні. Вважається, що ці гриби з'явилися на Куршській косі приблизно 35-40 років тому.

## Опис

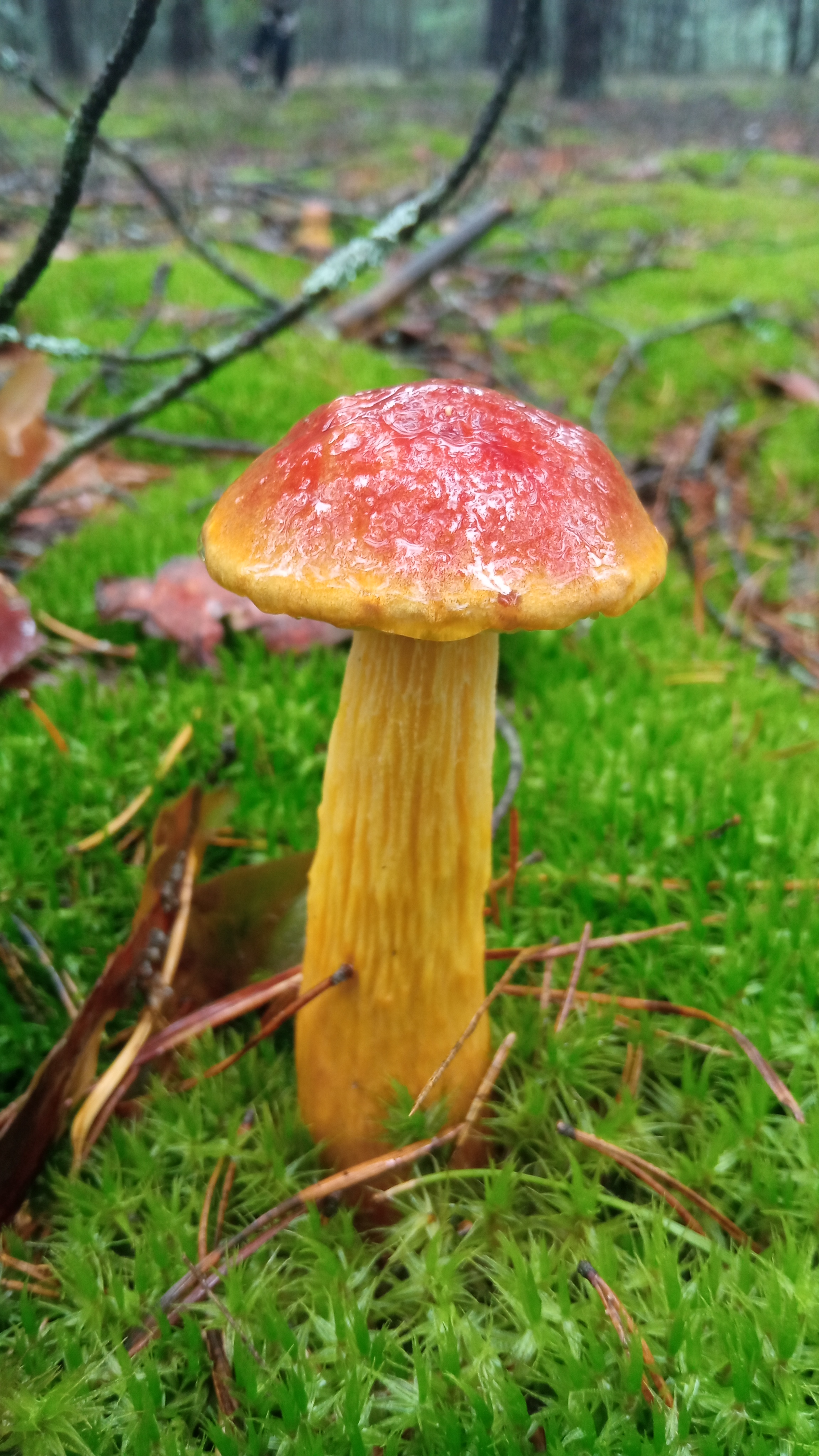
Плодове тіло

Шапка: 3-12 сантиметрів в діаметрі (деякі джерела вказують до 20), опукла, іноді з віком стає широко опуклою або майже плоскою. Суха, дрібно оксамитова або гладка, часто розтріскується з віком. Особливо в бездощовий період. Колір від червонувато-коричневого до пурпурно-коричневого або коричневого, з нависаючим краєм («projecting» = «нависати, звисати, виступати»), ця особливість дала назву виду.
Гіменофор: трубчастий (пористий). Часто вдавлюється навколо ніжки. Колір від жовтого до оливково-жовтого. Не змінює або майже не змінює колір при натисканні, якщо змінює, то не в синій, а в жовтий. Пори круглі, великі — розміром 1-2 мм в діаметрі у дорослих грибів, трубочки глибиною до 2,5 см.
Ніжка: 7-15, до 24 сантиметрів заввишки і 1-2 см завтовшки. Може бути злегка звуженою в верхній частині. Щільна, пружна. Світла, жовтувата, з віком посилюється жовтий і з'являється червонуватий, коричневий відтінки, стає коричнево-жовтуватого або червонуватого, наближено до кольору шапки. Головна особливість ніжки боровика золотистого — це вельми характерний ребристий, сітчастий візерунок, з добре помітними поздовжніми лініями. Візерунок більш чіткий у верхній половині ніжки. Внизу ніжки зазвичай добре видно білий міцелій. Поверхня ніжки суха, у дуже молодих грибів або у вологу погоду — липка.
Споровий порошок: оливково-коричневий.
Спори: 18-33 x 7,5-12 мкм, гладкі, плавні. Реакція: золотий в КОН.
М'якота: щільна. Світла, білувато-рожева або білувато-жовтувата, не змінює колір на зрізі і розломі або змінює дуже повільно, набуває коричневий, коричнево-оливковий відтінок.
Хімічні реакції: аміак — негативно на капелюшок і м'якота. КОН — негативно на капелюшок і м'якота. Солі заліза: тьмяно-оливковий на капелюшку, сіруватий на м'якоті.
Запах і смак: маловідчутні. За деякими джерелами смак кислуватий.

## Їстівність
Їстівний гриб. Литовські грибники стверджують, що за смаком золотисті боровики поступаються звичайним боровикам, але привертають тим, що вони рідко бувають червивими і ростуть в доступних місцях.

## Екологія
Гриб утворює мікоризну асоціацію з соснами.

## Сезон і поширення
Ростуть великими групами, рідше невеликими групами або поодиноко, влітку і восени. Основний регіон золотистого боровика — це Північна Америка (США, Мексика, Канада), Тайвань. В Європі золотистий боровик зустрічається в Польщі, Литві, Білорусі та Україні (Волиньська, Рівненська, Чернігівська та Полтавська області).

## Галерея

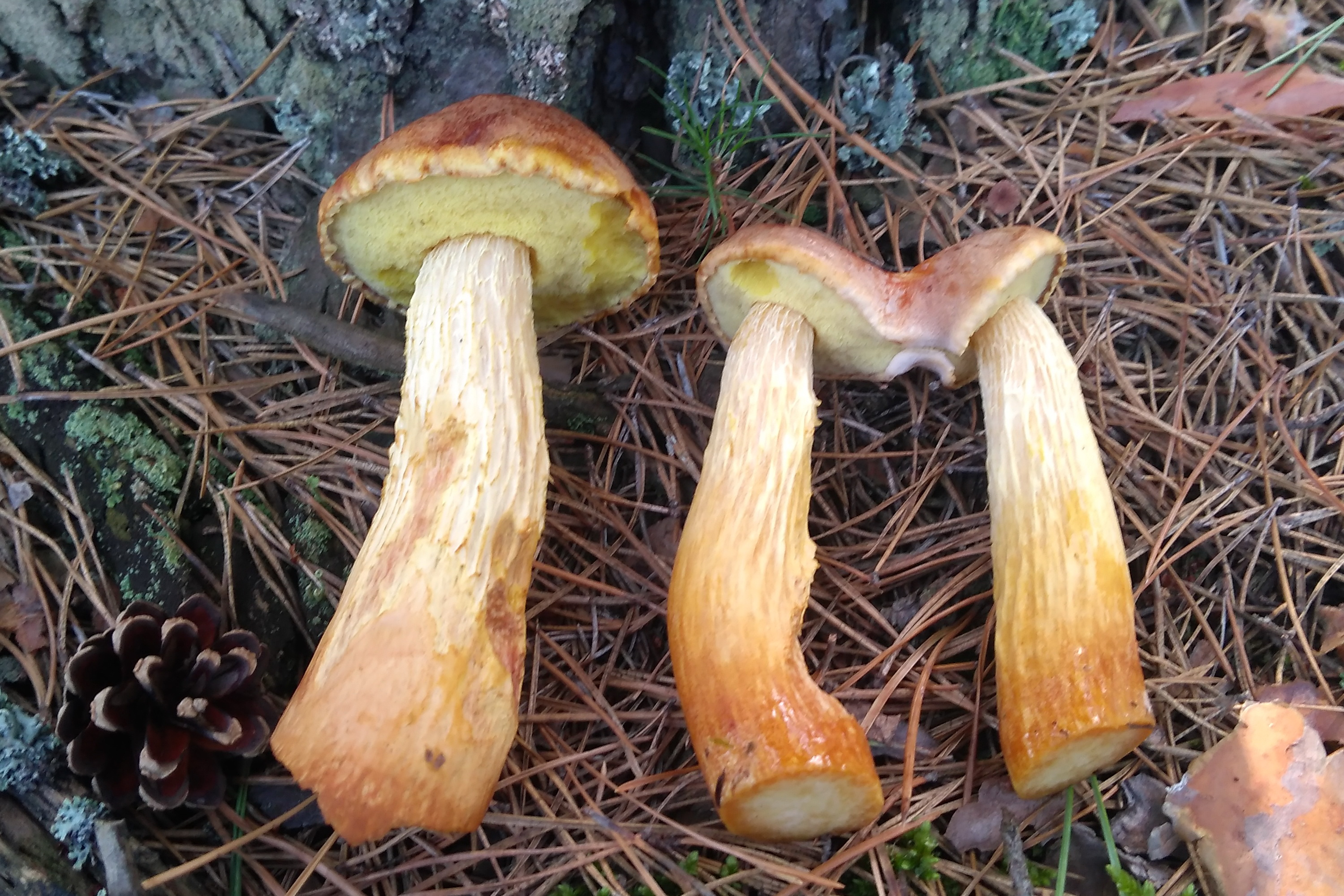
Україна, Камінь-Каширський р-н (2021)
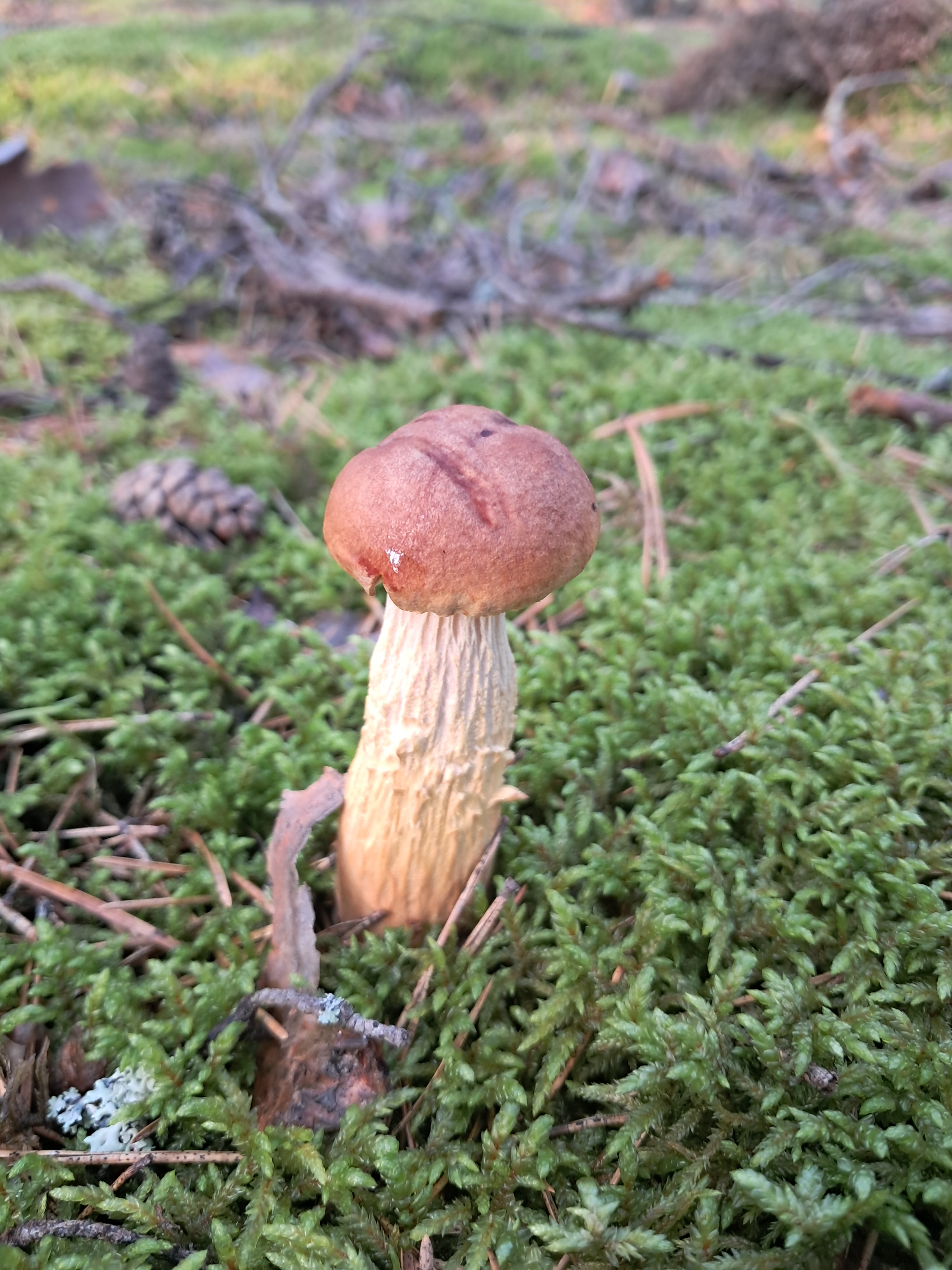
Україна, Ковельський р-н (2025)
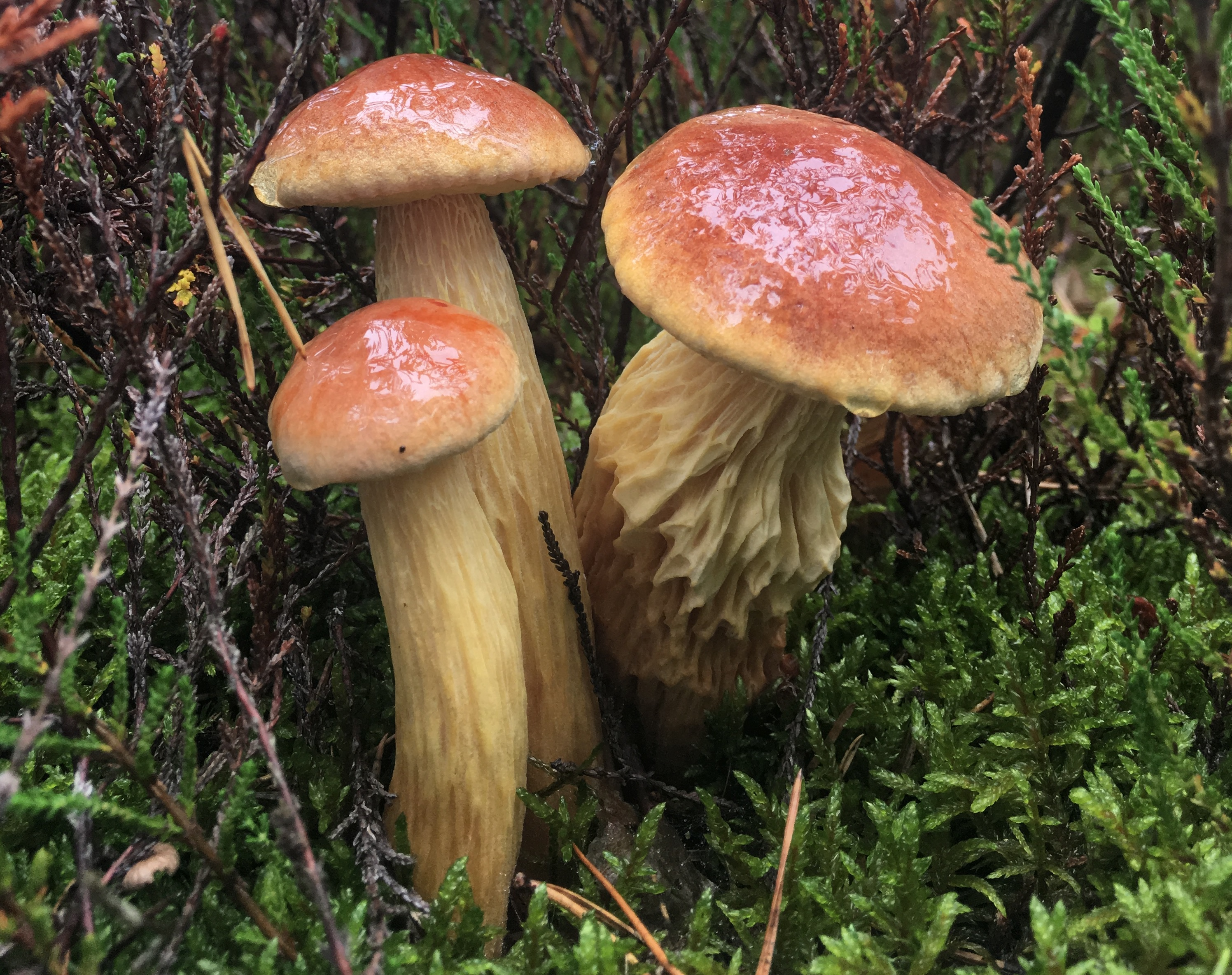
Польща (2019)